# Stereokemija
Stereokemija je poddisciplina kemije koja proučava prostorni raspored atoma koji tvore strukturu molekula i njihovu manipulaciju. Proučavanje stereokemije usredotočeno je na odnose između stereoizomera, koji su definirani kao spojevi koji imaju istu molekulsku formulu i slijed vezanih atoma (konstituciju), ali se razlikuju u geometrijskom položaju atoma u prostoru. Iz tog razloga, također je poznata kao 3D kemija—prefiks "stereo-" znači "trodimenzionalnost". Stereokemija se odnosi na sve vrste spojeva i iona, organske i anorganske vrste. Stereokemija utječe na biološku, fizikalnu i supramolekularnu kemiju.
Stereokemijska znantno utječe na reaktivnost kemijskih spojeva što je nama posebno bitno jer su biološki sustavi iznimno selektivni i vrlo često razlikuju molekule koje su tek neznatno sterekemijski različite.
Stereokemiju dijelimo na statičku i dinamičku stereokemiju.

## Povijest
Godine 1815. Jean-Baptiste Biotovo opažanje optičke aktivnosti označilo je početak povijesti organske stereokemije. Primijetio je da organske molekule mogu zakretati ravninu polarizirane svjetlosti u otopini ili u plinovitoj fazi. Unatoč Biotovim otkrićima, Louis Pasteur se obično opisuje kao prvi stereokemičar, nakon što je 1842. primijetio da soli vinske kiseline prikupljene iz posuda za proizvodnju vina mogu zakretati ravninu polarizirane svjetlosti, ali da soli iz drugih izvora ne mogu. Ovo je jedino fizikalno svojstvo koje se razlikuje između dviju vrsta tartaratnih soli, što je posljedica optičke izomerije.
Godine 1874. Jacobus Henricus van 't Hoff i Joseph Le Bel objasnili su optičku aktivnost terminima tetraedarskog rasporeda atoma vezanih za ugljik. Kekulé je istraživao tetraedarske modele ranije, 1862., ali nikada nije objavio svoj rad; Emanuele Paternò je vjerojatno znao za njih, ali je bio prvi koji je nacrtao i raspravljao o trodimenzionalnim strukturama, kao što je 1,2-dibromoetan u Giornale di Scienze Naturali ed Economiche 1869.
Pojam "kiralno" uveo je Lord Kelvin 1904. Arthur Robertson Cushny, škotski farmakolog, prvi je dao jasan primjer 1908. razlike u bioaktivnosti između enantiomera kiralne molekule, tj. (-)-Adrenalin je dva puta snažniji od (±)- oblika kao vazokonstriktor i 1926. je postavio temelje kiralnoj farmakologiji/stereofarmakologiji  (biološki odnosi optički izomernih tvari). 
Kasnije 1966. godine osmišljena je Cahn-Ingold-Prelogova nomenklatura ili pravilo sekvence za dodjeljivanje apsolutne konfiguracije stereogenom/kiralnom centru (R- i S- oznaka) i proširena za primjenu na olefinske veze (E- i Z- notacija).

## Značaj
Cahn–Ingold–Prelogova pravila prioriteta dio su sustava za opisivanje stereokemije molekule. Oni rangiraju atome oko stereocentra na standardan način, omogućujući nedvosmislene opise njihovih relativnih položaja u molekuli. 
Fischerova projekcija je pojednostavljeni način prikazivanja stereokemije oko stereocentra.

### Primjer: Talidomid
Stereokemija ima važnu primjenu u području medicine, posebice farmaceutike. Često citiran primjer važnosti stereokemije odnosi se na katastrofu talidomida. Talidomid je farmaceutski lijek, prvi put pripremljen 1957. godine u Njemačkoj, propisan za liječenje jutarnjih mučnina kod trudnica. Otkriveno je da je lijek teratogen, uzrokujući ozbiljna genetska oštećenja ranog embrionalnog rasta i razvoja, što dovodi do deformacije udova kod beba. Nekoliko predloženih mehanizama teratogenosti uključuje različite biološke funkcije enantiomera (R)- i (S)-talidomida. U ljudskom tijelu, međutim, talidomid prolazi racemizaciju: čak i ako se samo jedan od dva enantiomera primjenjuje kao lijek, drugi enantiomer se proizvodi kao rezultat metabolizma. Prema tome, netočno je tvrditi da je jedan stereoizomer siguran, dok je drugi teratogen. Talidomid se trenutno koristi za liječenje drugih bolesti, osobito raka i lepre. Provedeni su strogi propisi i kontrole kako bi se izbjegla njegova uporaba od strane trudnica i spriječile razvojne deformacije. Ova je katastrofa bila pokretačka snaga koja je zahtijevala strogo testiranje lijekova prije nego što budu dostupni javnosti.
U još jednom primjeru, lijek ibuprofen može postojati kao (R)- i (S)-izomeri. Samo je (S)-ibuprofen aktivan u smanjenju upale i boli.

## Tipovi

### Dijastereomeri
Dijastereomeri su neidentični stereoizomeri koji se ne mogu preklopiti. Uobičajeni primjer dijastereomerije je kada se dva spoja razlikuju jedan od drugog po (R)/(S) apsolutnoj konfiguraciji u nekim, ali ne u svim odgovarajućim stereocentrima. 
Epimeri su dijastereomeri koji se razlikuju na točno jednom takvom položaju. Cis/trans-izomerija je još jedan tip dijastereomernog odnosa.
- Primjer: Donji par također se može klasificirati kao epimeri.

Cis/trans - izomerija specifična je za alkene, nezasićene ugljikovodike koji imaju dvostruke veze. Ako postoje dvije iste skupine s iste ili različite strane dvostruke veze tada ćemo molekulu imenovati pomoću prefiksa cis/trans, a ako postoje različite skupine onda sa prefiksima E/Z. 
Općenitija E/Z nomenklatura odnosi se na koncept cis/trans-izomerije, a posebno je korisna za složenije spojeve.
Atropizomerija proizlazi iz nemogućnosti rotacije oko veze, kao što je zbog steričke smetnje između funkcionalnih skupina na dva sp2-hibridizirana ugljikova atoma. Obično su atropizomeri kiralni, i kao takvi su oblik aksijalne kiralnosti. Atropizomerija se može opisati kao konformacijska izomerija

### Enantiomeri
Enantiomeri su parovi molekula koje se odnose kao svoje zrcalne slike koje se ne mogu preklapati. Svaki član para ima različitu konfiguraciju na svakom kiralnom centru.